# Paul Fischer
 Der er flere personer med dette navn, se Paul Fischer (diplomat).
Paul Gustav Fischer (22. juli 1860 i København – 5. januar 1934 i Gentofte) var en dansk maler. Hans far, Philip August Fischer, var malermester, og Paul Fischer kom i lære, ligesom han uddannede sig på Kunstakademiet uden dog at fuldføre uddannelsen.

## Liv og virke
Paul Fischer - der faktisk var døbt Poul, men fik rettet navnet i fransk retning - fik gang i sin karriere, da han i begyndelsen af 1880'erne blev ansat af Frederik Hendriksen som illustrator på det litterært orienterede ugeblad Ude og Hjemme. Bladet holdt ikke længe, men Fischer skabte en karriere som maler med motiver fra Københavns storbyliv. Han fik tilnavnet postkortmaleren, da han primært fremstillede gadelivet og især kvinder. Paul Fischers malerier solgte godt, men ikke til museerne. Malerisamlingen på Frederiksborg Slot købte et enkelt og det samme gjorde Varde Museum, men ellers måtte han satse på private købere. Fischer oplevede endda den tort, at udstillingen på Charlottenborg afviste et af hans malerier, og hans udstillinger blev sjældent omtalt eller anmeldt i aviserne. Man anså åbenbart hans værker for at mangle kunstnerisk format. Kunsthistorikeren Emil Hannover anerkendte Fischers dygtighed til at skabe harmoniske kompositioner, men skrev også, at
| Citat | I alle andre henseender byder hans billeder aldrig mere end det halve af det, man ønsker at finde i et kunstværk. | Citat |
|       | |       |

Paul Fischer var en af de første plakatkunstnere i Danmark. I plakaterne ses impulser fra den franske maler Henri de Toulouse-Lautrec. Hans form- og farvesprog er blevet kaldt impressionistisk influeret naturalisme.

## Familie
Fischer var gift med Dagny Fischer, født Grønneberg i Christiania, og boede 1890 på Filippavej 8, 3. sal med udsigt ud over Sankt Jørgens Sø. På dette tidspunkt havde de den to-årige søn Sigurd.
Hans urne er nedsat på Søllerød Kirkegård.

## Eftermæle
Fischers malerier har bevaret deres popularitet blandt de private kunstkøbere. I 1921 testamenterede Julie Hegel - enke efter Forlaget Gyldendals direktør Jacob Hegel - familiens malerisamling til Gentofte Kommune, herunder en række malerier af Paul Fischer. De findes nu på Øregaard Museum, som råder over 15 værker af Paul Fischer. Denne samling var centrum i en særudstilling på museet af Paul Fischers værker fra september 2003 til januar 2004.
Som eksempel på Paul Fischers vedvarende popularitet kan nævnes maleriet Kongens Fødselsdag, solgt på Bruun Rasmussen Kunstauktioner 19. september 2017 for 2,1 millioner kroner.

## Billedgalleri
- Kongens Nytorv set fra Hotel d'Angleterres Café. 1888.
- København 1901.
- Portræt af malerens nevø fra 1911.
- Landidyl, 1916.
- Solbadere i klitterne, 1916.
- Badende Kvinder, 1916.
- Badende Kvinder, 1916.
- Højbro Plads i maj 1921.
- Kongens fødselsdag, 1925.